# تلفيرية إفريقية
تلفيرية أفريقية (الاسم العلمي:Telfairia africana) هي نوع غير مؤكد من النباتات يتبع جنس التلفيرية من الفصيلة القرعية.